# 이노우에 마사시게
이노우에 마사시게(일본어: 井上正重, 1585년 ~ 1661년 3월 27일)는 아즈치모모야마 시대부터 에도 시대 전기까지의 무장, 다이묘이다. 시모사 다카오카번 초대 번주를 지냈다. 에도 막부에선 오메쓰케를 맡았다. 다카오카번 이노우에가 시조.

## 경력
덴쇼 13년(1585년) 도쿠가와 이에야스의 가신(家臣) 이노우에 기요히데의 넷째 아들로 도토미(遠江)에서 태어났다.
간에이 4년(1627년) 12월 29일, 종5위하 ・ 지쿠고노카미(筑後守)로 서임되었다. 9년(1632년) 12월 17일, 에도 막부의 오메쓰케(大目付, 당시는 소메스케総目付로 불렸다)가 되었다. 슈몬아라타메야쿠(宗門改役)로써 막부의 기리시탄(그리스도교 신자) 금교(禁教) 정책의 중심 인물이었는데, 그 자신도 원래는 기리시탄이었던 인물이었다. 그의 시타야시키(下屋敷)가 분쿄구(文京区) 고히나타(小日向)에 있어 기리시탄을 유폐하는 시설(기리시탄 야시키切支丹屋敷)로써 사용되었다. 가까운 곳에 기리시탄 자카(切支丹坂)로 불리는 언덕이 남아 있다. 간에이 15년(1638년)에 일어난 시마바라의 난(島原の乱)에서는 상사(上使)로써 규슈(九州)로 파견되었다.
간에이 17년(1640년) 6월 12일, 1만 석 영지로 다이묘(大名)의 반열에 서게 되었고 시모우사 다카오카번의 번조(藩祖)가 되었다. 20년(1643년) 5월 23일, 3만석이 더해졌다. 조호 원년(1644년) 12월 16일, 오메쓰케로써 미야기 가즈타카와 함께 여러 다이묘들에게 각 구니의 지도인 쇼호쿠니에즈(正保国絵図)와 소속 무라(村)의 이름과 생산력을 기록한 쇼호고쵸(正保郷帳)의 작성을 명하였다.
간에이 20년(1643년) 5월, 지쿠젠에서 체포된 이탈리아 출신의 예수회 선교사 주세페 키아라(Giuseppe Chiara, 일본명: 오카모토 산에몬(岡本三右衛門))가 그 해 7월 에도로 이송되었고, 마사시게의 고이시카와(小石川)의 시타야시키로 넘겨져 조사를 받기도 하였다.
만지 원년(1658년) 윤12월 8일에 사직하였다. 적남 마사쓰구가 요절했기 때문에 마사쓰구의 적남이자 마사시게의 장손인 마사키요에게 만지 3년(1660년) 7월 9일 가독을 넘겨주고 은거하면서 유산(幽山)이라 하였다.
만지 4년(1661년) 2월 27일에 사망하였다. 향년 77세.

## 같이 보기
- 침묵 - 엔도 슈사쿠의 소설 《침묵》에서 중요한 인물로 등장한다.
- 이노우에 마사나리 - 마사시게의 형

|  | 제1대 다카오카 번 번주 (이노우에가) 1640년 ~ 1660년 | 후임 이노우에 마사키요 |